# الانتخابات الرئاسية اليمنية 2012
الانتخابات الرئاسية عُقدت في اليمن في 21 فبراير 2012. أثناء ثورة الشباب اليمنية، اقترح مجلس التعاون الخليجي مبادرة قام بموجبها الرئيس علي عبد الله صالح بنقل صلاحيات الرئاسة لنائبه عبد ربه منصور هادي. وقام صالح بالتوقيع على الاتفاقية على أن يترك السلطة بعد ثلاثين يوم من التوقيع، وأن تعقد الانتخابات الرئاسية بعد شهرين من تركه السلطة. وقام عبد الله صالح بالتوقيع على الاتفاقية في 23 نوفمبر 2011.
وفي 26 نوفمبر أعلن عبد ربه منصور هادي عن عقد الانتخابات في 21 فبراير.
| المرشح                          | المرشح                          | الحزب                           | الأصوات    | %      |
| ------------------------------- | ------------------------------- | ------------------------------- | ---------- | ------ |
|                                 | عبد ربه منصور هادي              | المؤتمر الشعبي العام            | 6٬621٬921  | 100.00 |
| المجموع                         | المجموع                         | المجموع                         | 6٬621٬921  | 100.00 |
|                                 |                                 |                                 |            |        |
| الأصوات الصحيحة                 | الأصوات الصحيحة                 | الأصوات الصحيحة                 | 6٬621٬921  | 99.80  |
| الأصوات الباطلة والفارغة        | الأصوات الباطلة والفارغة        | الأصوات الباطلة والفارغة        | 13٬271     | 0.20   |
| مجموع الأصوات                   | مجموع الأصوات                   | مجموع الأصوات                   | 6٬635٬192  | 100.00 |
| الناخبين المسجلين ومعدل الإقبال | الناخبين المسجلين ومعدل الإقبال | الناخبين المسجلين ومعدل الإقبال | 10٬243٬364 | 64.78  |
| المصدر: IFES                    |                                 |                                 |            |        |